# Парламентские выборы во Франции (1914)
Парламентские выборы во Франции 1914 года проходили 26 апреля и 10 мая. Левые одержали победу на этих выборах и получили подавляющее большинство: 475 мест из 601.

## Результаты
| Партия                                     | Места |
| ------------------------------------------ | ----- |
| Радикал-социалисты                         | 195   |
| Правые                                     | 126   |
| Французская секция Рабочего Интернационала | 102   |
| Республиканский союз                       | 88    |
| Демократический альянс                     | 66    |
| Республиканская социалистическая партия    | 24    |
| Всего                                      | 601   |

## Внешние ссылки
- http://www.election-politique.com/ Архивная копия от 5 августа 2002 на Wayback Machine